# The National (curling)
The National – męski turniej curlingowy zaliczany do cyklu Wielkiego Szlema, organizowany jest od 2002. Łączna pula nagród wynosi 100 tys. dolarów kanadyjskich. 
Raz, w lutym 2003 półfinaliści rozegrali mecz o 3. miejsce. 4 razy w turnieju zwyciężał Kevin Martin i Glenn Howard, najczęściej, bo 11-krotnie do fazy finałowej kwalifikowała się drużyna dowodzona przez Jeffa Stoughtona i Glenna Howarda.

## Wyniki
| Rok              | Miasto           | Liczba drużyn | Zwycięzca                                                        | Finalista                                                   |
| ---------------- | ---------------- | ------------- | ---------------------------------------------------------------- | ----------------------------------------------------------- |
| 2002             | Sault Ste. Marie | 24            | Glenn Howard, Richard Hart, Collin Mitchell, Jason Mitchell      | Greg McAulay, Brent Pierce, Bryan Miki, Jody Sveistrup      |
| 2003             | Humboldt         | 18            | Martin Ferland, Pierre Charette, Michel Ferland, Marco Berthelot | Glenn Howard, Richard Hart, Collin Mitchell, Jason Mitchell |
| 2004 (2003/2004) | Prince Albert    | 16            | Glenn Howard, Richard Hart, Collin Mitchell, Jason Mitchell      | Jeff Stoughton, Jon Mead, Garry Vandenberghe, Steve Gould   |
| 2004 (2004/2005) | Hamilton         | 32            | Kevin Martin, Don Walchuk, Carter Rycroft, Don Bartlett          | Jeff Stoughton, Jon Mead, Garry Vandenberghe, Steve Gould   |
| 2005             | Port Hawkesbury  | 16            | Wayne Middaugh, Peter Corner, Phil Loevenmark, Scott Bailey      | Pat Simmons, Jeff Sharp, Ben Hebert, Steve Laycock          |
| 2007 (2006/2007) | Port Hawkesbury  | 18            | Kevin Martin, John Morris, Marc Kennedy, Ben Hebert              | Blake MacDonald, Kevin Koe, Carter Rycroft, Nolan Thiessen  |
| 2007 (2007/2008) | Port Hawkesbury  | 16            | Kevin Martin, John Morris, Brent Laing, Ben Hebert               | Blake MacDonald, Kevin Koe, Carter Rycroft, Nolan Thiessen  |
| 2008             | Québec           | 18            | Wayne Middaugh, Jon Mead, John Epping, Scott Bailey              | Brad Gushue, Mark Nichols, Ryan Fry, Jamie Korab            |
| 2010 (2009/2010) | Guelph           | 18            | Brad Gushue, Mark Nichols, Ryan Fry, Jamie Korab                 | David Nedohin, Randy Ferbey, Scott Pfeifer, Marcel Rocque   |
| 2010 (2010/2011) | Vernon           | 18            | Kevin Martin, John Morris, Marc Kennedy, Ben Hebert              | Jeff Stoughton, Jon Mead, Reid Carruthers, Steve Gould      |
| 2012             | Dawson Creek     | 18            | Glenn Howard, Wayne Middaugh, Brent Laing, Craig Savill          | Kevin Martin, John Morris, Marc Kennedy, Ben Hebert         |
| 2013             | Port Hawkesbury  | 18            | Jeff Stoughton, Jon Mead, Reid Carruthers, Mark Nichols          | Mike McEwen, B.J. Neufeld, Matt Wozniak, Denni Neufeld      |
| 2014 (2013/2014) | Fort McMurray    | 18            | Glenn Howard, Wayne Middaugh, Brent Laing, Craig Savill          | Brad Gushue, Brett Gallant, Adam Casey, Geoff Walker        |
| 2014 (2014/2015) | Sault Ste. Marie | 18            | Mike McEwen, B.J. Neufeld, Matt Wozniak, Denni Neufeld           | Brad Jacobs, Ryan Fry, E.J. Harnden, Ryan Harnden           |

## Klasyfikacja
| Drużyna          | QF | SF | F | W |
| ---------------- | -- | -- | - | - |
| Glenn Howard     | 2  | 3  | 2 | 4 |
| Kevin Martin     | 2  | 3  | 1 | 4 |
| Jeff Stoughton   | 6  | 1  | 3 | 1 |
| Wayne Middaugh   | 1  | 2  | 1 | 2 |
| Brad Gushue      | 3  | 1  | 2 | 1 |
| Mike McEwen      | 4  |    | 1 | 1 |
| Pierre Charette  | 1  |    |   | 1 |
| Kevin Koe        | 2  | 2  | 2 |   |
| Randy Ferbey     |    | 3  | 1 |   |
| Brad Jacobs      | 1  |    | 1 |   |
| Greg McAulay     | 1  |    | 1 |   |
| Pat Simmons      | 1  |    | 1 |   |
| Kerry Burtnyk    | 3  | 2  |   |   |
| Vic Peters       | 2  | 1  |   |   |
| Steve Laycock    | 1  | 1  |   |   |
| Don Walchuk      | 1  | 1  |   |   |
| Brendan Bottcher |    | 1  |   |   |
| Jim Cotter       |    | 1  |   |   |
| Russ Howard      |    | 1  |   |   |
| Heath McCormick  |    | 1  |   |   |
| Sven Michel      |    | 1  |   |   |
| David Mundell    |    | 1  |   |   |
| Niklas Edin      | 3  |    |   |   |
| Dave Boehmer     | 2  |    |   |   |
| Tom Brewster     | 2  |    |   |   |
| John Morris      | 2  |    |   |   |
| Kevin Park       | 2  |    |   |   |
| Shawn Adams      | 1  |    |   |   |
| Reid Carruthers  | 1  |    |   |   |
| Peter Corner     | 1  |    |   |   |
| Glen Despins     | 1  |    |   |   |
| Oskar Eriksson   | 1  |    |   |   |
| Martin Ferland   | 1  |    |   |   |
| Rob Fowler       | 1  |    |   |   |
| Bert Gretzinger  | 1  |    |   |   |
| Brad Heidt       | 1  |    |   |   |
| David Murdoch    | 1  |    |   |   |
| Brent Pierce     | 1  |    |   |   |
| Pål Trulsen      | 1  |    |   |   |
| Thomas Ulsrud    | 1  |    |   |   |
| Bob Ursel        | 1  |    |   |   |

## Nazwa turnieju
- M&M Meat Shops National: 2002
- The National: 2003, styczeń 2004, 2005, grudzień 2007, 2008
- BDO Curling Classic: listopad 2004
- Grand Slam: The National: marzec 2007
- The Swiss Chalet National: styczeń 2010, grudzień 2010
- Pomeroy Inn & Suites National: 2012
- The National: 2013